# Maria Antas
Maria Antas, född 1964 i Borgå, Finland, är en finlandssvensk författare och litterär agent. Hennes verk En stor bok om städning tilldelades ett pris av Svenska litteratursällskapet i Finland år 2014.
Antas har jobbat som forskare inom Svenska Litteratursällskapet i Finland och som litteraturkritiker innan hon vid millennieskiftet blev chefredaktör för den feministiska kulturtidskriften Astra Nova. Därefter har hon arbetat hos FILI med att presentera finländsk litteratur utomlands  och som programchef för Finlands temalandssatsning FINNLAND. COOL. på den internationella bokmässan i Frankfurt 2014. Sedan 2015 driver hon den litterära agenturen Antas Bindermann Listau i Berlin.